# Charlotte Stanley

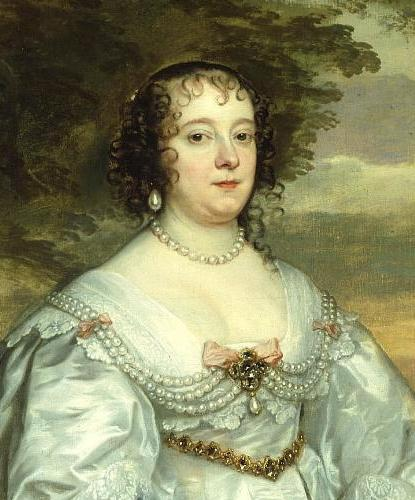
Charlotte Stanley.

Charlotte Stanley, ursprungligen Charlotte de La Trémoille, född 1599, död 1664, var en engelsk grevinna (grevinna av Derby). Hon blev berömd för sitt försvar av Lathom House under det engelska inbördeskriget 1644.

## Biografi
Charlotte Stanley var dotter till den franske adelsmannen Claude de La Trémoille, hertig av Thouars, och Charlotte Brabantina av Oranien samt dotterdotter till Vilhelm I av Oranien och Charlotte av Bourbon. Hon gifte sig 1626 med den engelske adelsmannen James Stanley, 7:e earl av Derby, som även var lord av Isle of Man.
Under det engelska inbördeskriget fick hon i makens frånvaro kontrollen över Lathom House 1643. Då rundhuvudena begärde att hon skulle överlämna slottet till parlamentets styrkor, svarade hon att detta skulle vanära hennes make, men att hon begränsade sig till att endast försvara sitt privata hem, vilket gjorde att hon initialt lämnades ifred. I februari 1644 var Lathom House det enda kvarvarande fästet i Lancashire och belägrades av parlamentets styrkor under ledning av sir Thomas Fairfax. Charlotte Stanley hade förstärkt befästningarna tillräckligt för att motstå bombardemang och dessutom hyrt skyttar att attackera de belägrande styrkorna utifrån. Hon tackade nej till upprepade erbjudanden om att kapitulera, och den 27 maj 1644 hävdes belägringen då en undsättning av rojalistiska styrkor anlände under prins Ruperts befäl. Charlotte Stanley och hennes hushåll gav sig då av till Isle of Man.
Charlotte Stanleys försök att få sin tillfångatagna make frigiven i utbyte mot Isle of Man provocerade fram ett antiengelskt uppror på ön lett av Illiam Dhone.